# Wassernase

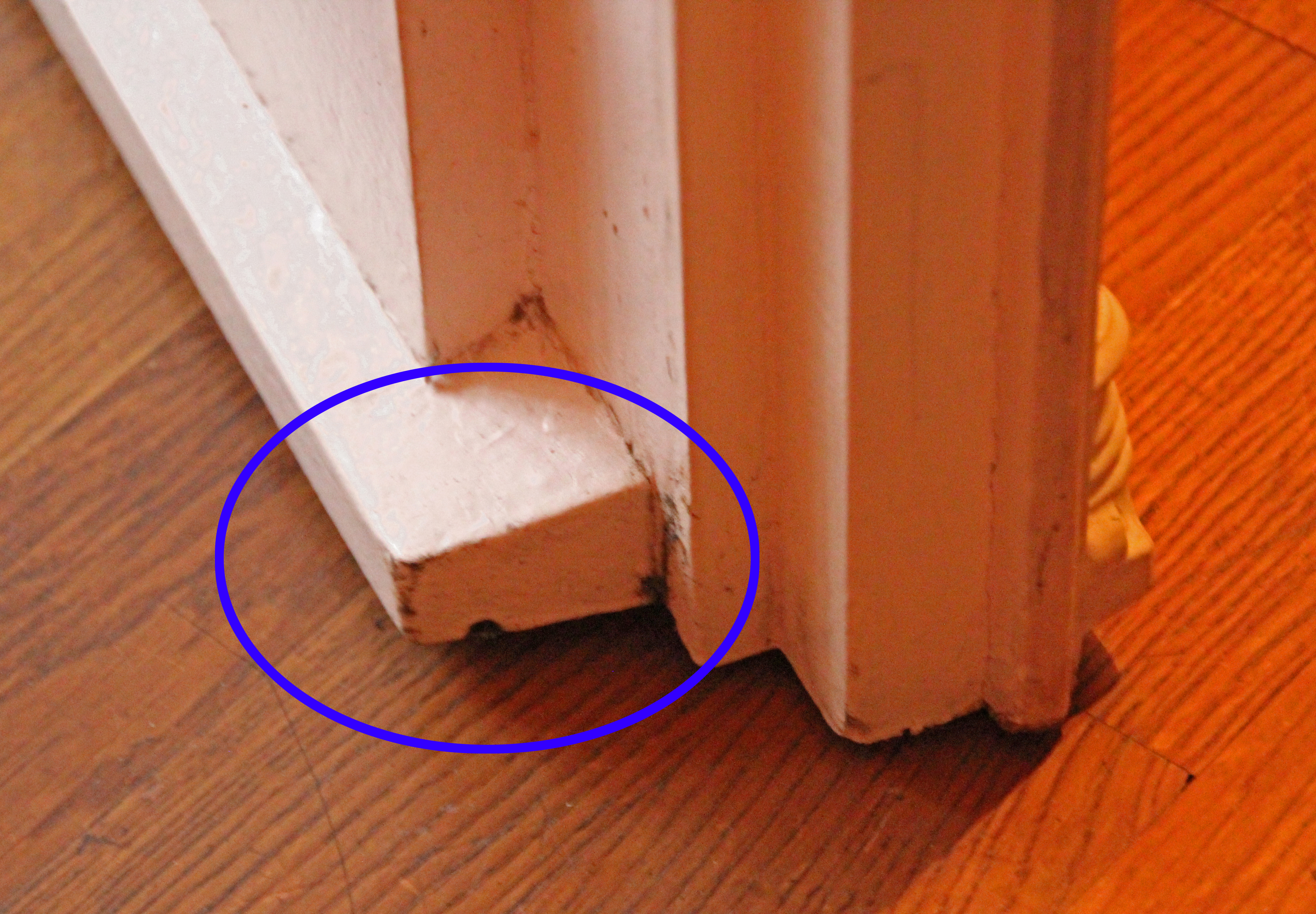
Wassernase an einem Wetterschenkel

Wassernasen (auch Tropfkanten oder Tropfleisten genannt) sind Kanten oder Nuten an der Unterseite vorkragender Bauteile, zum Beispiel an Fensterbänken, Balkonplatten oder Mauerkronenabdeckungen. Sie verbessern den Ablauf und das Abtropfen von (Regen-)Wasser und vermeiden so die unterseitige Durchfeuchtung von Bauteilen sowie Schmutzfahnen durch an der Fassade ablaufendes Wasser.

## Funktion und Begriff
An der Wassernase tropft ablaufendes Niederschlagswasser ab, ohne die gesamte Flächenunterseite oder die senkrecht dazu verlaufende Wand zu benetzen. 
Die Bezeichnung Wassernase rührt von der bei einem vorstehenden Bauteil im Querschnitt nasenähnlichen Erscheinung der Tropfkante und ist als Baufachbegriff seit dem 18. Jahrhundert überliefert. Entsprechend der einst üblichen Vermenschlichung von Bauteilen hieß früher der vordere schmälere, herabhängende Rand auch Kinn. Die Vertiefung hieß Wassernasenkehle, Wasserrine oder Nasenrinne.

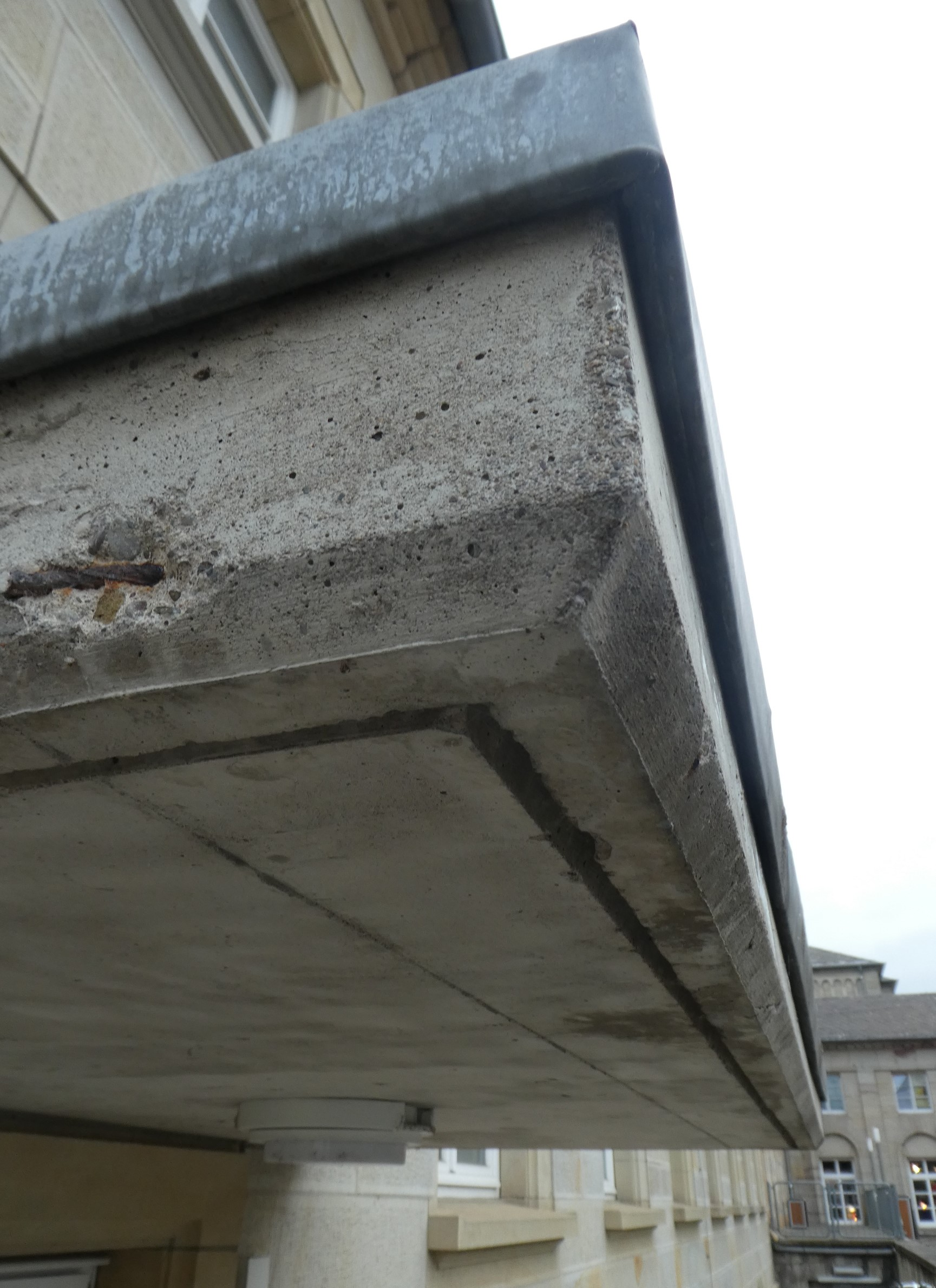
Doppelte Tropfkante an einem Vordach, unten Tropfkante im Beton, oben gefalzte Blechabdeckung (Bahnhof Göttingen)

Die Funktion einer Tropfkante kann allerdings nicht nur durch eine klassische Nut oder Vertiefung erfüllt werden, sondern im Gegenteil auch durch eine unten aufgesetzte Rippe, an der das Wasser abtropft.

## Wassernasen an Massivbauteilen
Bei Betonbauteilen wird die Tropfkante meist bei der Herstellung durch eine in die Schalung eingelegte Leiste hergestellt, die nach dem Abbinden des Betons entfernt wird und eine Nut hinterlässt. Die Abrechnung von Tropfkanten an Betonbauteilen ist in DIN 18 349 Betonerhaltungsarbeiten Abschnitt 4.2.17 Ausbilden von Nuten, Kanten und Wassertropfkanten geregelt. Nach dieser DIN aus VOB/C werden Tropfkanten als besondere Leistung abgerechnet.
Natur- und Kunststeine sowie Betonbauteile dürfen an der Tropfkante nicht zu viel Wasser aufnehmen, da es sonst bei Frost zu Absprengungen und Rissen kommen kann, insbesondere an der durch die Nut verringerten Betonüberdeckung der Bewehrungseisen.
Nachträglich angebrachte Tropfkanten bestehen häufig aus einem Abdeckblech, das unten übersteht und unten umgefalzt ist.

## Wassernasen an Holzbauteilen
An Holzbauteilen wird unterseitig oft eine parallel zur Außenkante verlaufende Nut eingefräst, um die äußere Kante freizustellen.
Traditionell befand sich die Tropfkante bei Fenstern und Türen an der Unterkante des Wetterschenkels. Da dieser heute meist entfällt, wird die Tropfkante direkt an der Unterseite des Flügels vorgesehen.
Bei Holzbauteilen, die als Tropfkante dienen, sollte durch eine geeignete Imprägnierung oder Beschichtung verhindert werden, dass das sich an der Tropfkante sammelnde Wasser ins Holz gesaugt wird. 